# Ridge Wood Heights
Ridge Wood Heights és una concentració de població designada pel cens dels Estats Units a l'estat de Florida. Segons el cens del 2000 tenia 5.028 habitants.

## Demografia
Segons el cens del 2000, Ridge Wood Heights tenia 5.028 habitants, 2.225 habitatges, i 1.301 famílies. La densitat de població era de 1.357,6 habitants/km².
Dels 2.225 habitatges en un 27% hi vivien nens de menys de 18 anys, en un 42,3% hi vivien parelles casades, en un 11,9% dones solteres, i en un 41,5% no eren unitats familiars. En el 31,1% dels habitatges hi vivien persones soles el 9,1% de les quals corresponia a persones de 65 anys o més que vivien soles. El nombre mitjà de persones vivint en cada habitatge era de 2,26 i el nombre mitjà de persones que vivien en cada família era de 2,84.
Per edats la població es repartia de la següent manera: un 21,9% tenia menys de 18 anys, un 6,5% entre 18 i 24, un 32,5% entre 25 i 44, un 26% de 45 a 60 i un 13,1% 65 anys o més.
L'edat mediana era de 40 anys. Per cada 100 dones de 18 o més anys hi havia 96,6 homes.
La renda mediana per habitatge era de 42.376 $ i la renda mediana per família de 49.010 $. Els homes tenien una renda mediana de 31.114 $ mentre que les dones 26.888 $. La renda per capita de la població era de 20.095 $. Entorn del 4,1% de les famílies i el 6% de la població estaven per davall del llindar de pobresa.

## Poblacions més properes
El següent diagrama mostra les poblacions més properes.